# Gnophaela morrisoni
Gnophaela morrisoni är en fjärilsart som beskrevs av Druce 1885. Gnophaela morrisoni ingår i släktet Gnophaela och familjen björnspinnare. Inga underarter finns listade i Catalogue of Life.